# Tomáš Salinger
Tomáš Salinger (ur. 16 marca 1938) – czeski lekkoatleta specjalizujący się w biegach średniodystansowych. W czasie swojej kariery reprezentował barwy Czechosłowacji.

## Sukcesy sportowe
- trzykrotny mistrz Czechosłowacji w biegu na 1500 m – 1961, 1962, 1963[1]

| Rok  | Miasto  | Zawody             | Konkurencja    | Wynik         |
| ---- | ------- | ------------------ | -------------- | ------------- |
| 1961 | Sofia   | letnia uniwersjada | bieg na 1500 m | złoty medal   |
| 1962 | Belgrad | mistrzostwa Europy | bieg na 1500 m | brązowy medal |

## Rekordy życiowe
- bieg na 1500 m – 3:42,2 – Belgrad 16/09/1962